# Giorgio Chiavacci
Giorgio Chiavacci, född 3 juli 1899 i Cecina, död 4 mars 1969 i Cecina, var en italiensk fäktare.
Chiavacci blev olympisk guldmedaljör i florett vid sommarspelen 1928 i Amsterdam.